# Leefbaarheid
Met het begrip leefbaarheid wordt aangegeven hoe aantrekkelijk en/of geschikt een gebied of gemeenschap is om er te wonen, of te werken. Het is een typisch containerbegrip, een verzamelwoord voor kwaliteitskenmerken van een woonomgeving en dus diffuus en multidimensioneel. Iedereen heeft een idee van de betekenis, maar de exacte omschrijving is sterk afhankelijk van tijd en plaats. Het is deels een uitgesproken subjectief begrip. Zo kan voor niet-economisch afhankelijke bewoners van een toeristenplaats een bepaalde situatie in het hoogseizoen onleefbaar zijn, terwijl voor de lokale toeristische ondernemer het oordeel over de leefbaarheid op dat moment heel anders kan luiden.
Uit studies en uitlatingen van makelaars blijkt dat de prijs van woningen voor een groot deel wordt bepaald door de woonomgeving, lees: de leefbaarheid.

## Definitie
Een algemene definitie van leefbaarheid luidt als volgt; ‘geschikt om erin of ermee te kunnen leven’ (Van Dale, 1997). Leefbaarheid is dus een uitspraak over de relatie van een subject (een organisme, een persoon of een gemeenschap) en de omgeving. Dit kan van toepassing zijn op verschillende schalen; de leefbaarheid van een konijnenhok, de leefbaarheid van de wereld. De term ‘geschiktheid’ heeft vaak betrekking op een minimale waarde, voldoende, maar niet veel meer dan dat. Een leefbare wijk lijkt daarmee eenzelfde kwaliteitsniveau te duiden als een eetbaar diner of een leesbaar boek (van Dorst, 2005).
Een leefbare planeet: het voorkomen en bestrijden van milieubelasting (Meadows, 1972).
In 1969 omschreef Groot leefbaarheid als de subjectieve waardering van een sociaal-ruimtelijke situatie met betrekking tot het verwerven van een redelijk inkomen en het genieten van een redelijke mate van sociale zekerheid, de adequate bevrediging van de behoefte aan goederen en diensten door de verzorgende outillage, de verschaffing van woongenot door de fysieke uitrusting en het zich welbevinden in de betreffende sociale eenheid. Impliciet in deze beschrijving opgesloten zit het onderscheid tussen objectieve en subjectieve leefbaarheid. Het eerste heeft betrekking op de feitelijk registreerbare situatie (arbeidsmarkt, voorzieningen, kwaliteit woningen etc.), het tweede op de wijze waarop de mensen die feitelijk situatie ervaren.
In de jaren 70 heeft leefbaarheid zijn intree gedaan in de gemeentelijke politiek. Leefbaarheid betekende hier: niet de gebouwen, maar de mens centraal, niet de kwantiteit, maar de kwaliteit. Vermeulen, toenmalig Rotterdamse wethouder beschreef het begrip als volgt: “Bakstenen kun je tellen, leefbaarheid niet” (Dieten en Moscoviter, 1994, in Van Dorst, 2005).
In 2002 gaf het Sociaal en Cultureel Planbureau de volgende omschrijving: het samenspel tussen fysieke kwaliteit, sociale kwaliteit, sociale kenmerken en veiligheid van de omgeving.
In 2005 zet Van Dorst de drie perspectieven op leefbaarheid op een rijtje:
1. De kennelijke leefbaarheid als optimale match tussen mens en omgeving,
2. De gepercipieerde leefbaarheid vanuit het perspectief van de mens,
3. De veronderstelde leefbaarheid vanuit de omgeving gedefinieerd.

De kennelijke leefbaarheid is de mate waarin een leefomgeving aansluit op het adaptief repertoire van een soort (Veenhoven 2000). Deze definitie heeft betrekking op de relatie tussen een organisme en de omgeving waarin het leeft, dit laatste is het milieu. In deze optiek staat het gedrag van de soort centraal. De kennelijke leefbaarheid kan echter slechts achteraf worden gemeten uit het levensresultaat (Veenhoven 2000).
“Leefbaarheid is de waardering, of het gebrek aan waardering, van het individu voor zijn of haar leefomgeving” (Van de Valk en Musterd, 1998). De individuele perceptie wordt ook wel gebruikt om tot een intersubjectief oordeel te komen: “Leefbaarheid is de waardering van de leefomgeving …. gebaseerd op de waardering door individuen” (Van de Wardt en de Jong, 1997, blz. 23).
De veronderstelde leefbaarheid is de mate waarin de omgeving voldoet aan de veronderstelde voorwaarden voor kennelijke leefbaarheid. Hier staan de indicatoren centraal die beschrijven of verklaren waarom een omgeving (on)leefbaar is. De causaliteit is niet eenvoudig vast te stellen en de veronderstelde leefbaarheid beperkt zich dus vaak tot normatieve of veronderstelde relaties. De normatieve relaties hebben nog een beschrijvend karakter, zoals correlaties tussen omgevingsfacetten en gepercipieerde leefbaarheid. De veronderstelde relaties zijn politieke inbreng. De veronderstelde leefbaarheid is een optelsom van aspecten van milieuhygiëne, fysieke omgevingskenmerken en sociale aspecten. De veronderstelde leefbaarheid is een operationalisatie van leefomgevingskwaliteit. Hierbij wordt kwaliteit als een statisch begrip (een norm) geïnterpreteerd (van Dorst, 2005).
Er is soms grote spanning tussen de door bewoners gepercipieerde en de door bestuurders en ontwerpers beoogde leefbaarheid. Zo moest IJburg velen een betere woon- en leefsituatie opleveren. Het gebied herbergt een zeer geschakeerde bevolking, van stadsvernieuwingsurgenten tot bewoners van riante villa's aan het water. Bosman en Pen meldden in Het Parool van 7 maart 2009 echter op de voorpagina en over twee hele binnenpagina's, dat een groeiend aantal mensen het er zo onleefbaar vindt dat zij alweer dreigen te vertrekken. Het systeem van woningtoewijzing wordt genoemd als een van de mogelijke oorzaken van de problemen. De politie wijst er op een discrepantie tussen de beleefde veiligheid en de veiligheid volgens de politiestatistieken. Het stadsdeelbestuur aldaar is hoe dan ook serieus verontrust over die situatie.

## Bepalende factoren
Duidelijk is dat bij de beoordeling van de mate van leefbaarheid verschillende factoren (indicatoren) een rol spelen. In ieder geval horen daartoe:
- De aanwezigheid van voldoende voorzieningen zoals scholen, winkels, parkeerfaciliteiten, openbare verlichting, groen en openbaar vervoer
- Aspecten die de mate van (sociale) veiligheid bepalen zoals inbraak, drugsgebruik, vandalisme en verkeer.
- Zaken die te maken hebben met het milieu zoals vervuiling, zwerfvuil, bodemverontreiniging, luchtkwaliteit en geluidsoverlast
- De kwaliteit van de openbare ruimte zoals dat tot uiting komt in een al dan niet verloederd straatbeeld, leegstand, autowrakken of zeerlangparkeerders, kapotte speeltoestellen en de onderhoudsstaat van parken en straten
- Sociale kenmerken zoals de aanwezigheid en kwaliteit van buurtcontacten en vormen van burenhulp
- De mate waarin de overheid de door haar gestelde regels op het gebied van leefbaarheid wel of niet handhaaft

De Volkskrant (nadrukkelijk op de voorpagina) en Het Parool maakten op 19 april 2007 melding van de onderzoeksresultaten voor woonaantrekkelijkheid uit de Atlas voor gemeenten 2007. Volgens de Volkskrant scoren de nieuwere steden teleurstellend op 'leefbaarheid' vanwege vooral een relatief gebrek aan uitgaansmogelijkheden en historische elementen. Vooral hogeropgeleiden en 'creatievelingen' blijven daardoor weg. Uit de berichtgeving in Het Parool blijkt dat het aandeel koopwoningen zeker niet bepalend is voor de aantrekkelijkheid van een stad als woongebied. Vrijwel hetzelfde geldt voor de sociaal-economische positie van de inwoners.

## Meten en verbeteren van de leefbaarheid van een woongebied
Statistische analyse (met name factoranalyse) op de uitkomsten van een enquête met de leefbaarheidsmonitor kan duidelijk maken welke specifieke aspecten de ondervraagde groep aan welke meer globale factoren of dimensies toeschrijven. Zo kan bijvoorbeeld blijken dat het totaaloordeel over de buurt door de ene groep bewoners aan vooral fysieke elementen wordt toegeschreven, en door een andere groep juist meer aan de sociale verhoudingen in het woongebied. Het blijkt daarbij soms dat het totaaloordeel slechts aan enkele, relatief geïsoleerde leefbaarheidsaspecten wordt gerelateerd en niet of nauwelijks aan aspecten die veel meer representatief zijn voor de totale ervaring van leefbaarheid. Dan is alertheid zeer zeker op zijn plaats, te meer omdat publicaties vaak prominent aandacht besteden aan dat afzonderlijke 'totaaloordeel'. Een dergelijke analyse kan dus het inzicht verdiepen in de belevingswaarde van een bepaald woongebied voor de desbetreffende bewoners (hun 'mentale kaart' of 'mindmap') en behulpzaam zijn bij het kiezen van acties om de leefbaarheid te verbeteren.

Een instrument om de subjectieve leefbaarheid van een woongebied in kaart te brengen is de Lemon vragenlijst, de Leefbaarheidsmonitor.
Er zijn min of meer objectieve aanwijzingen voor een relatie tussen leefbaarheid en de fysieke kenmerken van woongebieden. Wijken die zijn ingericht volgens het concept van het nieuwe bouwen scoren minder goed op het gebied van veiligheid, sociale betrokkenheid en een gezonde leefstijl. Al in 2005 produceerde het Rijksinstituut voor Volksgezondheid en Milieu (RIVM) een handleiding om bij de inrichting van wijken meer rekening te houden met een dergelijk inzicht: het rapport Beweging en veiligheid in de wijk.

## Leefbaarheid en verkeersveiligheid
Vanaf de jaren zeventig heeft de auto steeds meer ruimte gekregen in de openbare ruimte. De toenemende verkeersonveiligheid deed diverse organisaties ontstaan zoals Veilig Verkeer Nederland, de Stichting Kinderen Voorrang, de Voetgangers vereniging, de ENFB, en MENSenSTRAAT.  Deze pleitten vanuit hun doelgroep voor een betere leefbaarheid door een andere inrichting van de openbare ruimte.

## Stadsvernieuwing
Met diverse projecten voor stedelijke vernieuwing wordt sinds circa 1995 geprobeerd de leefbaarheid in de buitenwijken van grote steden te verbeteren. Een belangrijk en in het oog lopend kenmerk van sommige van die projecten is grootschalige sloop en deels dure nieuwbouw (vaak hoogbouw), waarmee bestuurders, corporaties en/of projectontwikkelaars de bevolkingssamenstelling drastisch veranderen. Zo berichtte het Amsterdams Stadsblad op 28 februari 2007 dat in de Amsterdamse wijk Overtoomse Veld-Noord voor zo'n driehonderd woningen rond de Hart Nibbrigstraat het aandeel van socialehuurwoningen van 95% naar 5% zal worden omgezet. Het project Parkstad in Amsterdam Nieuw-West is een van de omvangrijkste al langer lopende voorbeelden van dergelijke ingrepen. Arjen Schreuder is een van de velen, die er rond 2006 op wees dat dure huizen bouwen onvoldoende is om levensvatbare wijken te krijgen of achterstandswijken op te knappen. In het NCRV radioprogramma Stand.NL zei een luisteraarster in maart 2007 dat niet de woningen en wijken, maar de mensen zouden moeten worden omgebouwd. Volgens Marcel van Dam in een column in de Volkskrant is in 2007 de nieuwe regering ook weer erg eenzijdig gericht op 'stenen': huizen en andere gebouwde voorzieningen. Het beleid was op dat moment echter nog niet helemaal duidelijk en anderen haalden toch ook wel degelijk factoren als werk en veiligheid aan.
Het aantrekken van draagkrachtige mensen met een economisch sterkere positie leidt niet zonder meer tot meer sociaal kapitaal in de wijk. Geert Neefs van Onderzoeksbureau Labyrinth voerde onderzoek uit naar de relatie tussen sociaal-kapitaal, etniciteit en woontevredenheid in de Utrechtse wijk Kanaleneiland. Het blijkt nu dat juist mensen met een hoger inkomen minder sociale interactie hebben met mensen met een andere etniciteit. Deze resultaten zijn opvallend omdat veel recent beleid en projecten juist gericht zijn op ontmoeting en dialoog tussen de verschillende bevolkingsgroepen in wijken, maar juist veel herstructureringsprojecten geënt zijn op het aantrekken van hogere inkomensgroepen.
Ook in het rapport Aandacht voor de wijk, op 3 juli 2007 aan minister Ella Vogelaar (Wonen, Wijken en Integratie) aangeboden, komt naar voren dat herstructurering niet zo maar leidt tot meer sociale cohesie en veiligheid (met name p. 19-23).
Uit diverse evaluaties valt steeds meer op te maken dat veel recente stadsvernieuwingsprojecten op grotere schaal tegen gigantische investeringen hoogstens zeer minieme positieve resultaten opleveren. Zelfs wanneer de aandacht meer naar sociale verbeteringen gericht wordt in plaats van vrijwel alleen de woningen te herordenen.
Voorjaar 2007 stelde de gemeente Amsterdam: "Stedelijke vernieuwing werkt!" De leefbaarheid was immers het sterkst toegenomen in gebieden waar de stedelijke vernieuwing een eind op streek was. De Staatsliedenbuurt (voormalig stadsdeel Westerpark) was het meest sprekende voorbeeld. Dat was dan ook wel een wijk waar onderhoud en handhaving in de voorafgaande periode duidelijk onder de maat waren en de verloedering welig tierde. Dergelijke processen van verwaarlozing en daarop volgende stadsvernieuwing worden ook beschreven onder de noemers van gentrification en stedelijk revanchisme, vaak met speciale aandacht voor de ingrijpend veranderende bevolkingssamenstelling, bijvoorbeeld door Romy Balvers.